# Jan Gaston Medyceusz
Jan Gaston Medyceusz (wł. Gian Gastone de' Medici; ur. 24 maja 1671, zm. 9 lipca 1737) – wielki książę Wielkiego Księstwa Toskanii w latach 1723-1737. Był ostatnim władcą Toskanii z dynastii Medyceuszy, po nim pretensje do księstwa przejął dom Habsbursko-Lotaryński.
Jan Gaston urodził się we Florencji, stolicy księstwa. Był drugim synem i trzecim dzieckiem wielkiego księcia Kosmy III Medyceusza oraz Małgorzaty Ludwiki Orleańskiej, córki Gastona, księcia Orleanu. Ponieważ jego starszy brat Ferdynand Medyceusz oraz siostra Anna Maria Ludwika pomimo małżeństw pozostawali bezdzietni, jego ojciec zaczął nalegać na małżeństwo najmłodszego syna. Tym bardziej, że starszy brat miał licznych kochanków, a siostra zarażona przez męża syfilisem również nie miała widoków na macierzyństwo. Ojciec księcia poprosił swą córkę, wówczas elektorową palatynacką o znalezienie odpowiedniej kandydatki. Jej starania zaowocowały ślubem z wdową po bracie jej męża, Anną Marią Franciszką, córka księcia Sachsen-Lauenburg. Ślub odbył się w Düsseldorfie w roku 1697, jednak małżonkowie nie przypadli sobie do gustu. Żona wolała polować w swym zamku w Reichstadt, niż przebywać z mężem, więc Jan Gaston poświęcił się podróżom i sztuce, której był miłośnikiem. Odwiedził Hamburg, gdzie poznał Georga Friedricha Händla, odwiedził Paryż i Pragę. Do Toskanii wrócił dopiero w 1708 roku, jednak unikał dworu swego ojca, który był bigotem i otaczał się ludźmi Kościoła. W 1713 zmarł jego starszy brat i Jan Gaston został następcą tronu.
Jan Gaston został władcą Toskanii (1723) w wieku 52 lat. Zerwał z polityką ojca i zaczął zwalczać polityczne wpływy Kościoła oraz odwołał restrykcje wymierzone w Żydów. Ponieważ jednak los dynastii Medyceuszy był już przesądzony, nie był w stanie powstrzymać targów wielkich mocarstw o własne ziemie. Poróżniony z siostrą, która owdowiawszy wówczas również przebywała w Toskanii, powierzył znaczną część obowiązków wdowie po swoim bracie – Jolancie Bawarskiej (1673-1731). Z powodu nieregularnego trybu życia (pijaństwo) książę stał się przedwcześnie otyłym, zniedołężniałym człowiekiem. W roku 1730 zwichnął sobie nogę w kostce i z rzadka opuszczał łóżko. Jeszcze za jego życia mocarstwa europejskie postanowiły nadać Toskanię najpierw hiszpańskim Burbonom, a później austriackim Habsburgom. Ostatecznie w ramach uzgodnień po wojnie sukcesyjnej polskiej tytuł wielkiego księcia Toskanii przypadł Franciszkowi Lotaryńskiemu, mężowi Marii Teresy Habsburg.
Podobnie, jak jego starszy brat Ferdynand, Gian Gastone był osobą homoseksualną. Jego znanym kochankiem był Lodovic Carrara.